# انسان‌شناسی زبان‌شناختی
انسان‌شناسی زبانشناختی (به انگلیسی: Linguistic anthropology) علمی میان‌رشته‌ای است که به چگونگی تأثیر زبان بر حیات اجتماعی می‌پردازد. این رشته شاخه‌ای از علم انسانشناسی است که از تلاش برای مستندسازی زبانهای در حال انقراض سرچشمه گرفته و در طی صد سال اخیر اغلب برای تشریح جنبه‌های گونه‌گون ساختار و کاربردهای زبانی توسعه یافته است.

انسان‌شناسی زبانشناختی بررسی می‌کند که زبان چگونه ارتباطات بشری، اشکال هویت اجتماعی و عضویت در گروه‌های اجتماعی را شکل داده؛ عقاید فرهنگی در مقیاس بزرگ و ایدئولوژی‌ها را سازمان بخشیده؛ و بازنمایی فرهنگی مشترک میان جهان‌های طبیعی و اجتماعی را توسعه داده است.

## توسعه تاریخی
انسان‌شناسی زبان شناختی از توسعه سه پارادایم مجزا پدید آمده است. اول مبحث که با عنوان «زبانشناسی انسان‌شناسی» شناخته می‌شود، بر مستندات زبانها متمرکز است. دوم مورد به مطالعات نظری استفاده از زبان می‌پردازد. سومین مبحث که طی دو یا سه دهه گذشته توسعه یافته است، مسائل مربوط به زیر شاخه‌های دیگر انسان‌شناسی با تاکتیک‌های زبانی را مورد مطالعه قرار می‌دهد. اگرچه آنها به‌طور متوالی توسعه یافته‌اند، هر سه پارادایم هنوز امروزه مورد استفاده قرار می‌گیرند.

### الگوی اول: زبانشناسی انسان شناختی
پارادایم اول به عنوان زبانشناسی انسان شناختی مطرح می‌شود. این زمینه به مضامین منحصر به فرد برای رشته فرعی اختصاص یافته است: مستندات زبان خصوصاً زبان‌های محکوم به انقراض دیده می‌شدند، این الگو با تمرکز بر زبان اقوام بومی آمریکای شمالی آغاز شد. همچنین این پارادایم بیشتر روی زبان‌شناسی متمرکز شده است. مضامین شامل:
- توضیحات دستوری
- رده‌شناسی زبانی
- نسبیت زبانی فرضیه ساپیر-وورف

### الگوی دوم: انسان‌شناسی زبانی
پارادایم دوم را می‌توان با سوئیچ از زبان‌شناسی مردم‌شناسی به انسان‌شناسی زبانی مشخص کرد و نشانگر تمرکز انسان‌شناسی بیشتر در این مطالعات می‌باشد. این اصطلاح توسط دل هایمز ابداع شده است، او همچنین مسئول ایده قوم نگاری ارتباطات است. این اصطلاح، دیدگاه هایمز برای آینده انسان‌شناسی زبانی بود، جایی که زبان در بستر جامعه و شرایط مورد مطالعه قرار می‌گیرد.
هایمز سهم زیادی در انسان‌شناسی زبانی داشت که اولین مورد آن نوع جدیدی از تحلیل بود. برخلاف پارادایم اول، که به ابزارهای زبانی مانندسنجش واج‌ها و تک واژها توجه داشت، واحد تجزیه و تحلیل پارادایم دوم «رویداد گفتار» بود. رویداد گفتار رویدادی است که توسط گفتار در طول سخن گفتن اتفاق می‌افتد (مثلاً سخنرانی، بحث). در این تحلیل وضعیت گفتاری مثلاً محل گفتار که می‌تواند در زمان شام رخ دهد فرق دارد. هایمز همنین در رویکرد انسان‌شناسی زبان شناختی به مبحث مردم‌شناسی نیز پیشگام بود. هیمز امیدوار بود که این الگوی، انسان‌شناسی زبانی را بیشتر با مردم‌شناسی پیوند دهد. با این حال، این ایده هایمز با استقبال زیادی رو برو نشد و به عنوان رشته فرعی در مردم‌شناسی قرار گرفت.

### الگوی سوم: موضوعات انسان‌شناسی که از طریق روش‌ها و داده‌های زبانی مورد مطالعه قرار گرفته‌اند
پارادایم سوم، که از اواخر دهه ۱۹۸۰ آغاز شد، با ارائه یک رویکرد زبانی به مسائل مردم‌شناسی، دوباره به استفاده از انسان‌شناسی پرداخت. انسان شناسان پارادایم سوم به جای اینکه به کاوش در زبان بپردازند، به مطالعه فرهنگ با ابزار زبانی توجه می‌کنند. موضوعات شامل:
- تحقیقات دربارهٔ هویت شخصی و اجتماعی
- ایدئولوژی‌های مشترک
- ایجاد تعاملات روایی در بین افراد

بعلاوه، مانند چگونگی استفاده از الگوی دوم، از فناوری جدید در مطالعات خود استفاده می‌کند، پارادایم سوم به شدت شامل استفاده از اسناد ویدئویی برای پشتیبانی از تحقیقات است.

## حوزه‌های شمول
انسان‌شناسی زبانی معاصر تحقیقات را در هر سه پارادایم شرح داده شده در بالا ادامه می‌دهد: مستندسازی زبانها، مطالعه زبان از طریق متن و مطالعه هویت از طریق زبانی. پارادایم سوم، بررسی موضوعات انسان‌شناسی، یک حوزه غنی برای انسان شناسان است.

### هویت و درون‌گرایی
یکی از اساسی‌ترین سوالات حوزه انسان‌شناسی زبانی مربوط به هویت فرهنگی از نظر زبان و گفتمانی است
«دون کولیک» به عنوان یکی از اولین انسان شناسان زبان شناختی اقدام به شناسایی یک سری از ارتباطات هویتی در یک روستای بدوی در شمال پاپوا گینه نو نمود. او متوجه شد مردم این روستا به دو زبان تایپی و توکپیسین صحبت می‌کنند که اولی فقط در روستا آنها مورد استفاده قرار می‌گرفت در حالی که دومی یک زبان رایج در گینه نو بود. صحبت کردن با زبان تایپ هر چند زبان ساده‌تر و عقب افتاده‌ای محسوب می‌شد ولی دارای هویت و استقلال خاص خودش بود. در حال که صحبت کردن به زبان توکپیسین با یک هویت مدرن تر و مذهب مسیحیت و حتی قابلیت و توانایی همکاری و مشارکت جمعی آمیخته شده بود.
علاوه بر وی، دانشمندانی چون امیل بنوینست، مری بوچولتز و کیرا هال بنیامین لی، پل کوکلمن و استنتون ورثام (در میان بسیاری دیگر) در درک هویت نقش داشته‌اند.

### اجتماعی شدن
در یک سلسله مطالعات، انسان شناسان زبانی الینور اوچ و بامی شیفلین به موضوع انسان‌شناسی جامعه پذیری پرداختند (روندی که نوزادان، کودکان و بیگانگان به عضویت یک جامعه می‌آیند و یادمی‌گیرند در فرهنگ محل مشارکت کنند). آنها کشف کردند که فرآیندهای فراگیری زبان و اجتماعی شدن و به جامعه پیوستن نمی‌تواند مستقل از هم رخ دهد و این دو شدیداً با هم در ارتباط اند.
اوچ و شیفلین نشان دادند که اعضای همه جوامع کودکان را با استفاده از زبان و از طریق استفاده از زبان اجتماعی می‌کنند. اوچ و شیفلین کشف کردند که چگونه، از طریق داستان‌ها و قصه‌های شبانه در خانواده‌های طبقه متوسط سفید در کالیفرنیای جنوبی، که توسط مادران و پدران برای فرزدان گفته می‌شود، تفکر پدرسالاری در قالب کلمات به فرهنگ و هویت اجتماعی بچه‌ها منتقل می‌شود.
تحقیقات اخیر شایفلین، نقش اجتماعی جدیدی را برای کشیشان در ارتفاعات جنوبی ، جامعه پاپوآ گینه نو کشف کرد. کشیش‌ها در آنجا راه انتقال دانش و معرفت‌شناسی را با آموزش زبان جدید در هم آمیخته بودند. که نوعی از کیفیت تأثیر گذاری زبان و فرهنگ و روابط اجتماعی را نشان می‌دهد.

### ایدئولوژی‌ها
اولین مطالعات شاخص در زمینه زبان‌شناسی و ایدئولوژی را مایکل سیلورستاین شاگرد رومن یاکوبسون انجام داد. «ایدئولوژی زبان»، گاهی اوقات به عنوان تعریف «تعریف ماهیت جهان با عقل سلیم در زبان.» نامیده می‌شود سیلورستاین ثابت کرده است که این ایدئولوژی‌ها صرفاً آگاهی کاذب نیستند بلکه در واقع بر تکامل ساختارهای زبانی روزمره تأثیر می‌گذارند. وولارد، در بازنگری خود در مورد «تغییر کد» یا عملکرد سیستماتیک متناوب انواع زبانی در یک مکالمه یا حتی یک جمله واحد، متوجه می‌شود که سؤال اساسی انسان شناسان این است که «چرا آنها این کار را می‌کنند؟». این ایدئولوژی است که مردم را وامی‌دارد که نوع عملکردهای خودشان را تعیین کنند و درک آن برمبنا زبان می‌تواند راهی برای شناسایی عملکرد و پاسخ انسان شناسان باشد.

## پارادایم‌ها و موضوعاتِ اصلی
تحقیقات انسان‌شناسی زبانشناختی معاصر در سه پارادایم صورت می‌پذیرند: «هویت‌های اجتماعی»، «ایدئولوژی‌های مشترک فراگیر» و «ساختمان و کاربردهای روایت در بینا-کنش میان افراد و گروها». موضوعات انسان‌شناختی‌ای که درون این سه پارادایم مورد بررسی قرار می‌گیرند، منجر به ایجاد حوزه‌هایی غنی برای تحقیقات هرچه بیشتر انسان‌شناسان زبانشناختی شده‌اند. از جمله می‌توان به حوزه‌های زیر اشاره کرد:
1. هویت (Identity)
2. اجتماعی شدن (Socialization)
3. ایدئولوژی‌ها (Ideologies)
4. فضای اجتماعی (Social space)